# Alte Bäckerei (Pankow)

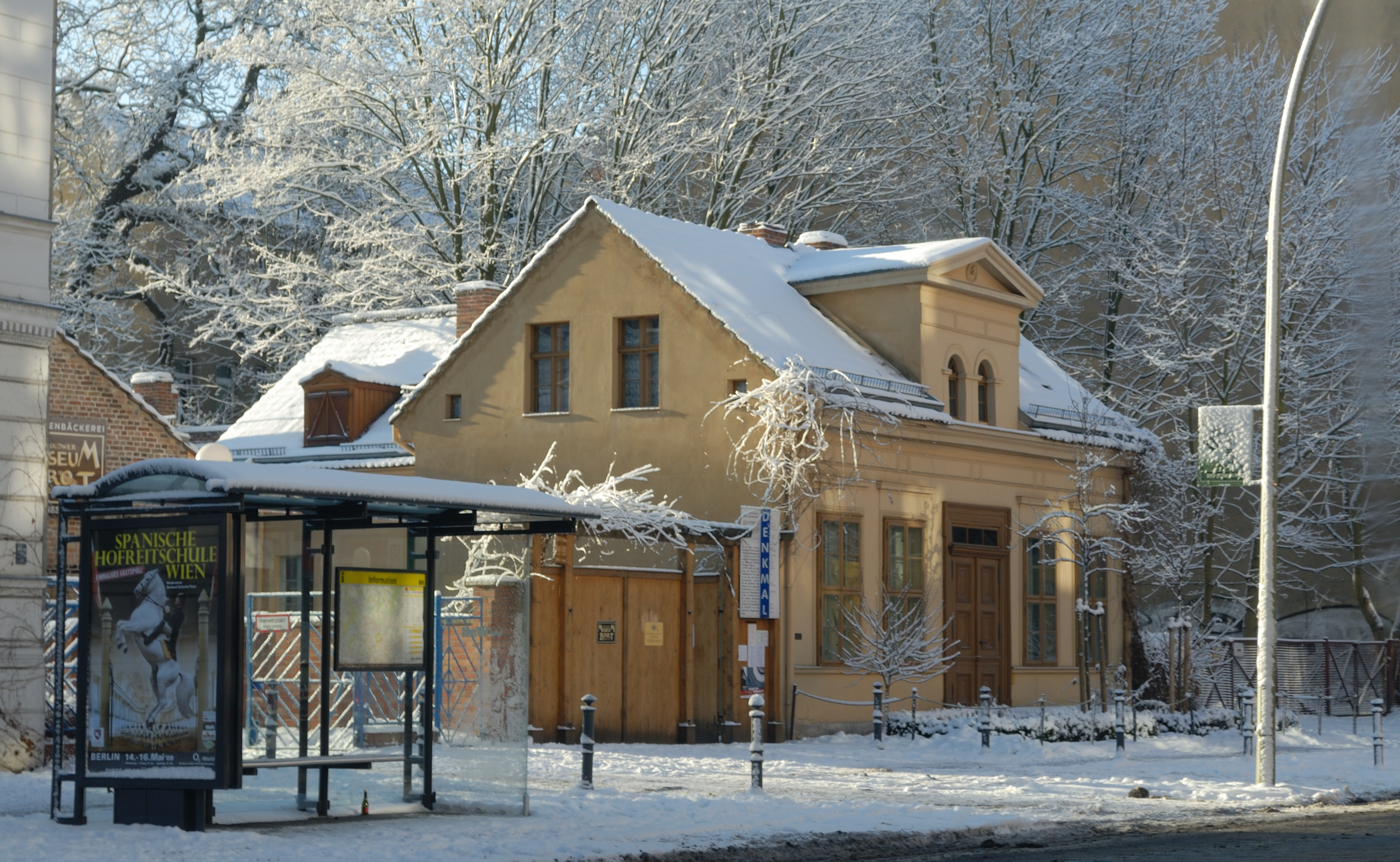
Alte Bäckerei in Berlin-Pankow

Die Alte Bäckerei ist eine historische Bäckerei im Berliner Ortsteil Pankow. Von 1875 bis 1964 war die Bäckerei in regulärem Betrieb. 2001 wurden die Gebäude auf dem Grundstück Wollankstraße 130 umfassend saniert. Der Gebäudekomplex umfasst heute die historische Bäckerei, das Brotmuseum, das Museum für Kindheit in Pankow und eine historisierende Herberge, die mit ihrer Ausstattung die Atmosphäre des frühen 20. Jahrhunderts abbilden soll. Das Gebäude der Bäckerei ist ein eingetragenes Baudenkmal in Berlin.

## Geschichte
Das Wohnhaus, in dem heute die Herberge untergebracht ist, wurde etwa 1861 von dem Schornsteinfegermeister Carl Friedrich August Illhardt erbaut. Zudem entstanden der Seitenflügel und ein Nebengebäude, das heute nicht mehr erhalten ist.
Zur Bäckerei wurde das Anwesen, nachdem es 1875 vom Bäckermeister Carl Hartmann umgewidmet und ausgebaut wurde. Den Zweiten Weltkrieg überstand die Bäckerei unbeschadet, obwohl das Nachbarhaus zerstört wurde. Bis zu einer schweren Krankheit von Carl Hartmann im Jahr 1964 bewirtschaftete die Familie die Bäckerei. Carl Hartmann starb 1967. Frau Martha Hartmann bewohnte das Gebäude bis zum Jahr 2000.

## Sanierung
Mit Hilfe öffentlicher Fördermittel konnte ab dem Jahr 2001 das Anwesen denkmalgerecht saniert werden. Die Alte Bäckerei wurde durch Bauherrin Ruthild Deus und unter der Leitung der Bauingenieurin Heike Kraatz zu einer Museumsbäckerei umgewidmet. Förderer waren unter anderem die Berliner Senatsverwaltung für Stadtentwicklung, der Europäische Fond für Regionalentwicklung, das Landesdenkmalamt Berlin sowie das Bezirksamt Pankow von Berlin.

## Heutiger Betrieb
Für den Betrieb wurde der eingetragene gemeinnützige Verein „Alte Bäckerei Pankow e. V.“ gegründet. An drei Tagen in der Woche wird die Backstube von ehrenamtlichen Mitarbeitern geöffnet und zwei bis drei Sorten Märkisches Landbrot verkauft (das „Pankower lange“ sowie das „Pankower runde“).
In der historischen Herberge können bis zu zwei Personen für einen symbolischen Preis untergebracht werden.
Ein „Raum der Begegnungen“ enthält eine kleine Bibliothek und ein Archiv mit Informationen über Pankow und Berlin. In den Gebäuden sind zudem Ausstellungen zum traditionellen Bäckereihandwerk zu sehen.